# 越ヶ谷本町
越ヶ谷本町（こしがやほんちょう）は、埼玉県越谷市の町名。現行行政町名は越ヶ谷本町のみ。丁番のない単独町名である。住居表示実施地区。郵便番号は343-0818。

## 地理
埼玉県の東部地域で、越谷市の中部に位置する。越谷駅東口の中心市街地北部にあたる。かつての越ヶ谷宿北部。旧日光街道沿いに古くからの商店が並び、全域が宅地化している。

### 河川
- 元荒川

## 歴史
- 1966年（昭和41年）8月1日 - 大字越ヶ谷の一部から越ヶ谷本町が成立。

## 世帯数と人口
2022年（令和4年）3月1日現在の世帯数と人口は以下の通りである。
| 町丁       | 世帯数  | 人口  |
| ---------- | ------- | ----- |
| 越ヶ谷本町 | 294世帯 | 623人 |

## 小・中学校の学区
市立小・中学校に通う場合、学区（校区）は以下の通りとなる。
| 番地 | 小学校               | 中学校             |
| ---- | -------------------- | ------------------ |
| 全域 | 越谷市立越ヶ谷小学校 | 越谷市立中央中学校 |

## 交通

### 道路
- 東京都道・埼玉県道49号足立越谷線（日光街道）
- 埼玉県道・千葉県道52号越谷流山線
- 埼玉県道325号大野島越谷線
- 元荒川緑道

## 施設
- 越谷保育園
- 宮本一丁目ふれあい公園